# 21770 Ван'їжань
21770 Ван'їжань (21770 Wangyiran) — астероїд головного поясу, відкритий 8 вересня 1999 року.
Тіссеранів параметр щодо Юпітера — 3,550.